# وادي رابغ
وادي رابغ أو وادي حجر هو واد يقع على جنباته مجموعة كبيرة من القرى ويمتد من الجهة الشرقية اعتبارا من الفرع شرقاً ويصب في البحر الأحمر غرباً. وعليه محطة قوافل نشأت قبل الميلاد بستمئة سنة. وهو معقل من معاقل قبيلة حرب، وتقطنه حرب من القرن الثاني الهجري  ، وقال ابن الجوزيه انه مر بنهرين بين مكة والمدينة لزبيد من حرب وادي حجر ووادي خضره.

## حجر لغويا
بفتح الحاء وضم الجيم واسكان الراء.

## الموقع
تقع منطقة قرى وادي حجر في قلب سراة الحجاز و في منتصف المـسافة بين مكة المكرمة و المدينة المنورة، ويبعد عن رابغ بمسافة تقارب المئة كيلو متر شرقاً ومحصور بين خطى طول(39.18 ، 39.55) شرقاً وبين دائرتي عرض ( 22.45 جنوباً23.1 شمالاً) وهو واقع في الجهة الشمالية الغربية للحدود الإدارية لمنطقة مكة المكرمة ، وتحتضنه الحرات البركانية من الناحية الشرقية الشمالية والشمالية و الشمالية الغربية والجبال من الناحية الجنوبية والشرقية.

## كيف يمكن الوصول اليها
ويمكن الوصول إليها من أربع جهات هي:
1. طريق خشيرمه من طريق الهجرة السريع ويصل طوله إلى 30كم ويتجه جنوب شرق.( تحت الصيانة من سبع سنوات )
2. طريق حجر رابغ ويبلغ طوله 95 كم.(أفضل طريق موجود الآن )
3. من الأكحل.
4. من ظبية.

## المساحة الإدارية
يمتد حجر غربي طريق الهجرة بطول 30 كيلو وعمق يتراوح بين 40 إلى 60 كيلو
يعتبر وادي حجر من أبرز المناطق الغنية بالمياه والأراضي الزراعية ويمتاز وادي حجر بثبات خصائص مناخه طوال العام ويشتهر بأوديته الكبيرة مثل وادي عكاظ ووادي حم ووادي الغمر ووادي الصدارة ووادي يناعم ووادي إخوان ووادي الريان وجميعها تصب في وادي حجر وتكون المياه جاريه طوال العام في وادي حجر.
ويتميز وادي حجر بثبات خصائصة المناخية طوال العام ويعد من أخصب الأودية في المملكة ويشتهر بمحاصيله الزراعية مثل التمور والخضروات والفواكه التي تسوق في بعض مدن المملكة.
عرفت قرى حجر المواطير التي تضخ الماء من الآبار قديماً مما ساعد المواطن في حجر على زراعة مساحة أكبر من الأراضي الأمر الذي وفر إنتاج الخضروات والفواكه وكذلك التمور التي هي من أهم المحاصيل وأوفرها.

## ما ذكره المؤرخون
- قال الحموي (نشأت المحطة على طريق القوافل بين مكة والمدينة وبها عيون وآبار)، ويوجد به أكثر من تسع عيون.
- وفي كتاب المناسك وأماكن طرق الحج: (المدينة تجبى على أربعة عشر منبراً فذكر خيبر ثم وادي القرى ثم المروة ثم العيص ثم ينبع ثم الجار ثم الصفراء ثم ودان ثم وادي الفرع ثم السائرتين (حجر الآن) وبين كل واحدة وواحدة ميل وبها منبران (أي مسجدان).

## المسميات القديمة
كانت قرى وادي حجر تسمى الوسيط سابقاً لوقوعها في الوسط بين مكة المكرمة والمدينة المنورة وكانت تسمى حجر بالسايرة ولقد ذكرها المؤرخ ياقوت الحموي في كتاب معجم البلدان.

## الخصائص المكانية
تشتهر بوفرة مياهها وهي منطقة زراعية وتشتهر بزراعة أنواع النخيل والحمضيات والخضروات ويمر بها ما يسمى طريق الزاير أي الذي يقصد زيارة مسجد الرسول ﷺ في المدينة المنورة وله معالم واضحة حتى يومنا هذا ولعل كلمة حجر السايرة لكثرة ما يسير بها من الزوار وأورد ذكرها كثير من المؤرخين المعاصرين منهم مؤرخ الجزيرة حمد الجاسر عندما ذكر أحد معالمها وهو جبل بحران الشهير الذي سميت به أحد غزوات الرسول صلى الله عليه وسلم (غزوة بحران) كما ذكرها الباحث الجغرافي الدكتور/ إبراهيم العلاوي في كتابه وذكرها المؤرخ والكاتب المعروف عاتق بن غيث البلادي والمؤرخ فايز بن موسى البدراني والكاتب عبد المحسن بن فلاح بن طما المنقاشي.

## المعالم التاريخية
هناك بعض المعالم التاريخية القديمة ومن أهم المعالم التاريخية والحضارية في قراى وادي حجر:
- جبل بحران الذي سميت به إحدى غزوات الرسول ﷺ وهذا الجبل يوجد به آثار وحفريات ويوجد به مطاحن صخرية في أحد شعاب هذا الجبل وتسمى أم الرحي وكان بحران معمل لاستخراج المعادن كما ذكره المؤرخ ياقوت الحموي.
- يوجد بعض القلاع والقصور القديمة ومن أهمها قصر أجياد التاريخي في البيار قلعة الدماحين في البيار وقلعة مجمله في المازنية وقلعة الحصن ومن أهم المباني الطينية ما هو موجود في الزويراء والشعب ويسير وقصر المناقيش في راين

ومن أهم المعالم الآبار القديمة، التي كانت تقوم عليها السواقي لسقيا وري المزارع وكانت في حجر عيون قديمة جداً تستخدم للري وينتفع بها السكان ولكنها تعرضت للسيول ودمرت مجاريها وينابيعها، أشهرها بئر العاصبية في ندّاء.
أصبح حجر من أعمال مكة المكرمة بعد العصر العباسي الثاني وبقي حتى الآن .

## العيون والابار
يوجد في وادي حجر أكثر من مئة بئر قديمة وحديثة، وفيه عشر عيون، اندثر منها أربع، ويجري منها ست إلى هذا التاريخ وهذا بيان أسماء تلك العيون:
1. عين الزبيري
2. عين الجوبة
3. عين البيار (الآبار)
4. عين المازنية.
5. العين الخرماء
6. عين خيف السوق نسبة إلى سوق قديم كان عليها.
7. عين العمري.
8. عين يسير.
9. عين راين.
10. عين السليمية

## أهم هجر وقرى الوادي
يتبع لمركز وادي حجر 24 قرية تقريباً وهي:
1. ندى (وادي ندى)
2. قرية الجوبه.
3. قرية البيار: تقع بوسط حجر وهي من أكبر القرى وأنشطها تجارياً.
4. قرية المازينه: وهي من أكبر القرى وأنشطها تجارياً.
5. قرية الزويراء: وأنشأت فيها أول مدرسة بالوادي ورابع مدرسة بالحجاز بعد مدرسة الصالونية بمكة المكرمة والفلاح بجدة وعبد الرحمن بن صخر في رابغ *
6. قرية الدف: وبها سوق الدف قديما.
7. حيف الدف.
8. خيف العمري.
9. خيف السوق
10. خيف أبو فليح
11. خيف الزبيري
12. القصرية
13. المرخة
14. خيف يسير
15. خيف راين
16. خيف حشيفات
17. خيف الأسلمية
18. خيف القويبل
19. خف عنبب
20. خيف المنقاشية
21. المجرمة (خيف المجرمة)
22. مدسوس
23. الدوارة
24. بحران: (وبها غزوة الحادية عشر) (غزوة بحران ) للرسول صلى الله عليه وسلم
25. قرية عكاظ.
26. قرية الضمو
27. قرية النبعة
28. مغيسل
29. وادي يناعم
30. وادي خسلف
31. وادي طابه

## المدارس في حجر
دخل التعليم إلى وادي حجر مبكراً جداً , وذلك في عهد المؤسس الملك عبد العزيز آل سعود، حيثُ افتتحت أول مدرسة في العام 1370 هـ في قبل تأسيس وزارة المعارف بثلاثة أعوام، وذلك في عهد ما يسمى بمديرية المعارف، وما زالت موجود ليومنا هذا، أما الآن فقد وصل عدد المدارس في مركز حجر 19 مدرسة للبنين والبنات تقدم المراحل الثلاث ,  وكذلك وجود روضة حكومية ويمكن سردها بالتالي:
1.مدرسة كعب بن زهير الابتدائية للبنين.
2.مدرسة حذيفة بن اليمان الابتدائية للبنين.
3.مدرسة القثم بن العباس الابتدائية للبنين.
4.مدرسة المازنية الابتدائية للبنين.
5. مدرسة الجوبة الابتدائية للبنين.
6. مدرسة تحفيظ القرآن الكريم الابتدائية للبنين بحجر.
7. متوسطة حذيفة بن اليمان للبنين.
8. متوسطة خلاد الكوفي لتحفيظ القرآن الكريم بحجر.
9. ثانوية حذيفة بن اليمان للبنين بحجر
10. الابتدائية الأولى للبنات بحجر بالمازنية
11. الابتدائية الثانية للبنات بحجر بالبيار
12.الابتدائية الثالثة للبنات بحجر بالمرخة
13.الابتدائية الرابعة للبنات بحجر بالجوبة
14.ابتدائية تحفيظ القرآن الكريم للبنات بحجر بالجوبة.
15.المتوسطة الأولى للبنات بحجر بالمازنية.
16. المتوسطة الثانية للبنات بحجر بالبيار
17 متوسطة تحفيظ القرآن الكريم للبنات بحجر
18. الثانوية الأولى للبنات بحجر بالمازنية.
19. الثانوية الثانية للبنات بحجر. وغيرها